# 聖西里爾峰

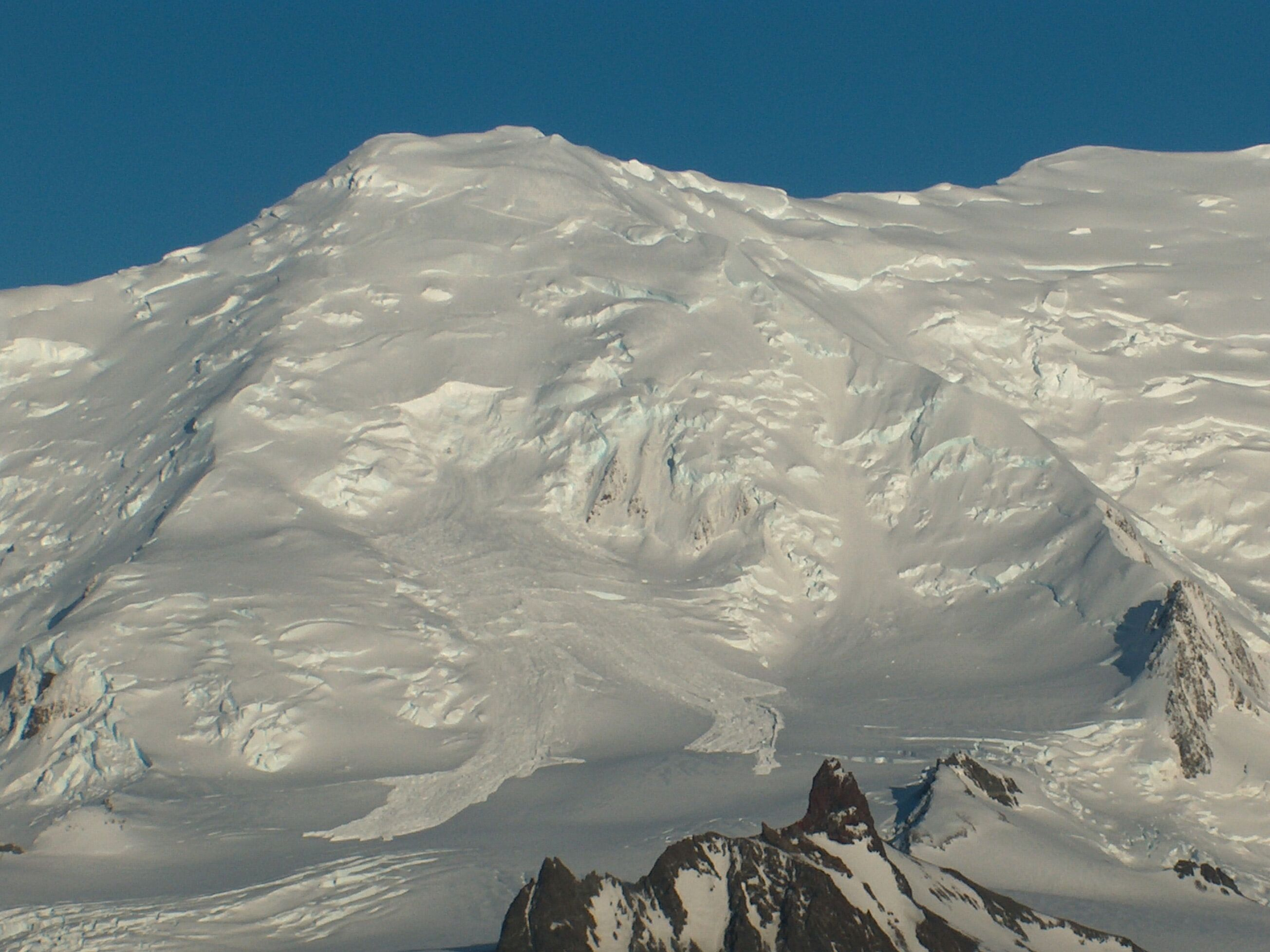

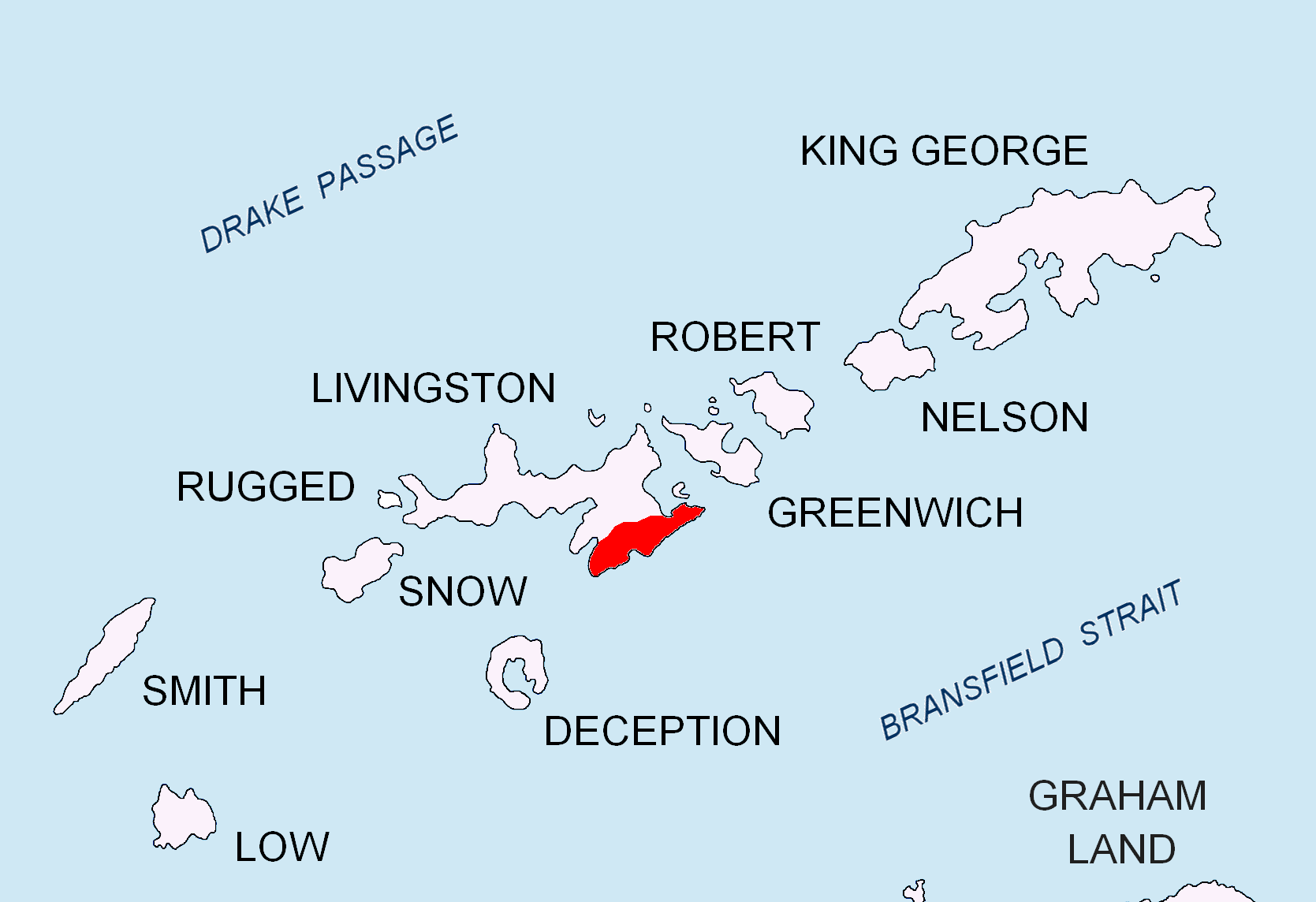

62°42′20″S 60°12′50″W / 62.70556°S 60.21389°W
聖西里爾峰（英語：St. Cyril Peak）是南極洲的山峰，位於南設得蘭群島的利文斯頓島，屬於弗里斯蘭嶺的一部分，海拔高度1,505米，處於弗里斯蘭山西南面4.15公里、錫米恩峰以南1.69公里、塞繆爾角西北面4.27公里、聖梅多迪烏斯峰東北面1.97公里、內皮爾峰東南面6.79公里。